# 一色町治明
一色町治明（いっしきちょうじめい）は、愛知県西尾市の地名。

## 地理

### 河川・池沼
- 北浜川

### 交通
- 国道247号

### 施設
- 一色西部保育園

## 歴史

### 沿革
- 1876年（明治9年） - 幡豆郡大戸村・北浜村・北須村・上平島村・下平島村の合併により、同郡治明村が成立[1]。
- 1889年（明治22年） - 栄生村大字治明となる[1]。
- 1906年（明治39年） - 一色村大字治明となる[1]。
- 1923年（大正12年） - 一色町大字治明となる[1]。
- 2011年（平成23年）4月1日 - 幡豆郡一色町大字治明が西尾市一色町治明となる[WEB 5]。

### WEB
1. ↑  “愛知県西尾市の町丁・字一覧”.   人口統計ラボ. 2023年12月31日閲覧。
2. ↑  “読み仮名データの促音・拗音を小書きで表記するもの(zip形式) 愛知県” (zip).   日本郵便 (2024年2月29日). 2024年3月26日閲覧。
3. ↑  “市外局番の一覧” (PDF).   総務省 (2022年3月1日). 2022年3月22日閲覧。
4. ↑  “ナンバープレートについて”.   一般社団法人愛知県自動車会議所. 2024年1月21日閲覧。
5. ↑  “愛知県西尾市の郵便番号一覧”.   日本郵便. 2023年12月28日閲覧。

### 書籍
1. 1 2 3 4  「角川日本地名大辞典」編纂委員会 1989, p. 651.